# Sowjetischer Fußballpokal 1978
Der Sowjetische Fußballpokal 1978 war die 37. Austragung des sowjetischen Pokalwettbewerbs der Männer. Pokalsieger wurde Dynamo Kiew. Das Team setzte sich im Finale gegen Schachtjor Donezk durch. Da Dynamo auch 1977 Meister wurde und am Europapokal der Landesmeister teilnahm, war die unterlegene Mannschaft aus Donezk für den Europapokal der Pokalsieger qualifiziert. 

## Modus
An dem Wettbewerb nahmen ab der 1. Runde die 20 Zweitligisten und 12 Teams aus der drittklassigen Wtoraja Liga teil. Die 16 Erstligisten stiegen in der 2. Runde ein. Bis zum Halbfinale wurden die Sieger in Hin- und Rückspiel ermittelt. Gab es nach beiden Partien Torgleichstand, entschied die Anzahl der auswärts erzielten Tore (Auswärtstorregel). War auch deren Anzahl gleich fand im Rückspiel eine Verlängerung statt, in der auch die Auswärtstorregel galt. Herrschte nach Ende der Verlängerung immer noch Gleichstand, wurde ein Elfmeterschießen durchgeführt.
Das Finale wurde in einem Spiel entschieden. Stand es nach regulärer Spielzeit unentschieden, wurde das Spiel um zweimal 15 Minuten verlängert. Stand danach kein Sieger fest, wurde die Begegnung am folgenden Tag an gleicher Stelle wiederholt.

## Teilnehmende Teams
| Wysschaja Liga (16) | Wysschaja Liga (16) | Perwaja Liga (20) | Perwaja Liga (20) | Wtoraja Liga (12)                                                                                | Wtoraja Liga (12)                                                                                         |
| --- | --- | --- | --- | ------------------------------------------------------------------------------------------------ | --- |
| - Dynamo Moskau - Lokomotive Moskau - Spartak Moskau - Torpedo Moskau - ZSKA Moskau - Ararat Jerewan - Dnjepr Dnjepropetrowsk - Dynamo Kiew | - Dinamo Tiflis - Kairat Alma-Ata - Neftçi Baku - Pachtakor Taschkent - Schachtjor Donezk - Sarja Woroschilowgrad - Tschernomorez Odessa - Zenit Leningrad | - Dynamo Leningrad - Dinamo Minsk - Karpaty Lwow - Kolchostschy Aschchabat - Krylja Sowetow Kuibyschew - Kuban Krasnodar - Kusbass Kemerowo - Metallurg Saporoschje - Nistru Kischinjow - Pamir Duschanbe | - SKA Rostow - Schinnik Jaroslawl - SKA Odessa - Spartak Iwano-Frankowsk - Spartak Ordschonikidse - Tawrija Simferopol - Terek Grosny - Torpedo Kutaissi - Uralmasch Swerdlowsk - FK Žalgiris Vilnius | - Alga Frunse - SKA Chabarowsk - Daugava Riga - Fakel Woronesch - Iskra Smolensk - Kolos Nikopol | - Schirak Leninakan - SKA Kiew - Spartak Naltschik - Spartak Rjasan - Spartak Semipalatinsk - FK Yangiyer |

## 1. Runde
Teilnehmer: Die 20 Zweitligisten und die 12 Drittligisten
| Datum             |                           | Gesamt          |                         | Hinspiel | Rückspiel |
| ----------------- | ------------------------- | --------------- | ----------------------- | -------- | --------- |
| 24.02./28.02.1978 | Kuban Krasnodar           | 0:2             | Schinnik Jaroslawl      | 0:1      | 0:1       |
| 03.03./07.03.1978 | FK Žalgiris Vilnius       | 0:1             | Terek Grosny            | 0:0      | 0:1       |
| 04.03./08.03.1978 | SKA Rostow                | 1:0             | Spartak Naltschik       | 1:0      | 0:0       |
| 04.03./11.03.1978 | Spartak Iwano-Frankowsk   | 5:2             | Alga Frunse             | 4:1      | 1:1       |
| 04.03./11.03.1978 | Metallurg Saporoschje     | 0:1             | Kolos Nikopol           | 0:1      | 0:0       |
| 04.03./11.03.1978 | Schirak Leninakan         | 3:2             | Kolchostschy Aschchabat | 1:0      | 2:2       |
| 04.03./11.03.1978 | SKA Chabarowsk            | 0:2             | Nistru Kischinjow       | 0:0      | 0:2       |
| 04.03./11.03.1978 | Tawrija Simferopol        | 2:3             | SKA Kiew                | 1:1      | 1:2 n. V. |
| 04.03./11.03.1978 | Kusbass Kemerowo          | 0:1             | SKA Odessa              | 0:0      | 0:1       |
| 04.03./11.03.1978 | Dinamo Minsk              | 1:3             | Spartak Ordschonikidse  | 0:1      | 1:2       |
| 04.03./11.03.1978 | Torpedo Kutaissi          | 2:2 (3:5 i. E.) | Uralmasch Swerdlowsk    | 2:0      | 0:2 n. V. |
| 04.03./11.03.1978 | Krylja Sowetow Kuibyschew | 1:0             | FK Yangiyer             | 1:0      | 0:0       |
| 04.03./14.03.1978 | Daugava Riga              | 2:4             | Pamir Duschanbe         | 1:3      | 1:1       |
| 05.03./11.03.1978 | Spartak Semipalatinsk     | 1:2             | Spartak Rjasan          | 0:0      | 1:2       |
| 05.03./12.03.1978 | Fakel Woronesch           | (a)1:1(a)       | Iskra Smolensk          | 0:0      | 1:1       |
| 10.03./14.03.1978 | Dynamo Leningrad          | 0:4             | Karpaty Lwow            | 0:1      | 0:3       |

## 2. Runde
Teilnehmer: Die 16 Sieger der 1. Runde und alle 16 Erstligisten.
| Datum             |                           | Gesamt          |                         | Hinspiel | Rückspiel |
| ----------------- | ------------------------- | --------------- | ----------------------- | -------- | --------- |
| 16.03./01.04.1978 | Torpedo Moskau            | 1:0             | Uralmasch Swerdlowsk    | 0:0      | 1:0       |
| 18.03./24.03.1978 | Kolos Nikopol             | 2:3             | Dinamo Tiflis           | 1:1      | 1:2       |
| 18.03./24.03.1978 | Lokomotive Moskau         | 4:0             | Terek Grosny            | 3:0      | 1:0       |
| 18.03./24.03.1978 | Kairat Alma-Ata           | (a)1:1(a)       | Fakel Woronesch         | 0:0      | 1:1       |
| 18.03./24.03.1978 | Krylja Sowetow Kuibyschew | 1:4             | Schachtjor Donezk       | 1:2      | 0:2       |
| 18.03./24.03.1978 | Neftçi Baku               | 2:0             | Schinnik Jaroslawl      | 1:0      | 1:0       |
| 18.03./24.03.1978 | Zenit Leningrad           | 2:1             | Karpaty Lwow            | 1:1      | 1:0       |
| 18.03./24.03.1978 | Ararat Jerewan            | 5:1             | Spartak Ordschonikidse  | 5:0      | 0:1       |
| 18.03./24.03.1978 | Sarja Woroschilowgrad     | 2:0             | Schirak Leninakan       | 0:0      | 2:0       |
| 18.03./25.03.1978 | Nistru Kischinjow         | 0:3             | Spartak Moskau          | 0:1      | 0:2       |
| 18.03./25.03.1978 | Tschernomorez Odessa      | 2:2 (4:3 i. E.) | SKA Rostow              | 2:0      | 0:2 n. V. |
| 18.03./25.03.1978 | Dnjepr Dnjepropetrowsk    | 2:3             | SKA Odessa              | 1:1      | 1:2       |
| 18.03./26.03.1978 | ZSKA Moskau               | 3:1             | Spartak Iwano-Frankowsk | 1:1      | 2:0       |
| 18.03./03.04.1978 | Pamir Duschanbe           | 0:2             | Dynamo Moskau           | 0:2      | 0:0       |
| 19.03./24.03.1978 | Spartak Rjasan            | 1:6             | Dynamo Kiew             | 0:3      | 1:3       |
| 27.03./30.03.1978 | Pachtakor Taschkent       | 5:2             | SKA Kiew                | 2:0      | 3:2       |

## Achtelfinale
Teilnehmer: Die 16 Sieger der 2. Runde
| Datum             |                       | Gesamt    |                     | Hinspiel | Rückspiel |
| ----------------- | --------------------- | --------- | ------------------- | -------- | --------- |
| 01.04./16.04.1978 | Schachtjor Donezk     | 5:0       | Ararat Jerewan      | 3:0      | 2:0       |
| 01.04./16.04.1978 | Tschernomorez Odessa  | 2:5       | Dynamo Kiew         | 2:1      | 0:4       |
| 01.04./16.04.1978 | Kairat Alma-Ata       | (a)1:1(a) | Zenit Leningrad     | 1:1      | 0:0       |
| 01.04./16.04.1978 | Spartak Moskau        | 0:1       | Lokomotive Moskau   | 0:0      | 0:1       |
| 01.04./16.04.1978 | Neftçi Baku           | 4:3       | SKA Odessa          | 4:0      | 0:3       |
| 02.04./16.04.1978 | Dinamo Tiflis         | 5:0       | Pachtakor Taschkent | 1:0      | 4:0       |
| 16.04./19.04.1978 | Dynamo Moskau         | 3:2       | ZSKA Moskau         | 2:1      | 1:1       |
| 16.04./12.05.1978 | Sarja Woroschilowgrad | 1:3       | Torpedo Moskau      | 0:0      | 1:3       |

## Viertelfinale
| Datum             |                   | Gesamt    |                 | Hinspiel | Rückspiel |
| ----------------- | ----------------- | --------- | --------------- | -------- | --------- |
| 06.06./21.06.1978 | Lokomotive Moskau | 3:2       | Dinamo Tiflis   | 1:0      | 2:2       |
| 07.06./21.06.1978 | Dynamo Kiew       | 3:2       | Zenit Leningrad | 3:2      | 0:0       |
| 07.06./21.06.1978 | Schachtjor Donezk | 3:1       | Neftçi Baku     | 1:1      | 2:0       |
| 07.06./21.06.1978 | Dynamo Moskau     | (a)2:2(a) | Torpedo Moskau  | 2:1      | 0:1       |

## Halbfinale
| Datum             |                   | Gesamt |                   | Hinspiel | Rückspiel |
| ----------------- | ----------------- | ------ | ----------------- | -------- | --------- |
| 04.07./18.04.1978 | Lokomotive Moskau | 0:3    | Schachtjor Donezk | 0:2      | 0:1       |
| 05.07./19.04.1978 | Torpedo Moskau    | 2:4    | Dynamo Kiew       | 1:2      | 1:2       |

## Finale
| Paarung           | Dynamo Kiew – Schachtjor Donezk |
| Ergebnis          | 2:1 n. V. (1:1, 0:1) |
| Datum             | 12. August 1978 |
| Stadion           | Olympiastadion Luschniki, Moskau |
| Zuschauer         | 22.000 |
| Schiedsrichter    | Walentin Lipatow |
| Tore              | 0:1 Witalij Staruchin (15.) 1:1 Oleg Blochin (55.) 2:1 Oleg Blochin (92.) |
| Dynamo Kiew       | Wiktor Jurkowski – Wladimir Bessonow, Sergei Baltatscha, Michail Fomenko, Stefan Reschko (70. Wiktor Kolotow) – Wladimir Losinsky, Leonid Burjak, Wladimir Onyschtschenko (83. Alexander Chapsalis), Alexander Bereschni, Wladimir Weremejew, Oleg Blochin . Cheftrainer: Waleri Lobanowski |
| Schachtjor Donezk | Juri Degterjow – Waleri Jaremtschenko, Waleri Gorbunow, Wiktor Kondratow, Wladimir Pjanich – Waleri Rudakow, Nikolai Latysch (100. Alexei Warnawski), Juri Resnik – Witalij Staruchin , Juri Dudinski (91. Michail Sokolowski), Wladimir Safonow. Cheftrainer: Wladimir Salkow              |
| Gelbe Karten      | Alexander Chapsalis (110.) – keine |